# Улица Квитки-Основьяненко (Харьков)
Улица Квитки-Основьяненко (укр. вулиця Квітки-Основ’яненка) — небольшая улица в центральной части Харькова, в Шевченковском административном районе. Начинается у площади Конституции и идёт на юг, вниз по рельефу, к Павловской площади.

## История названия

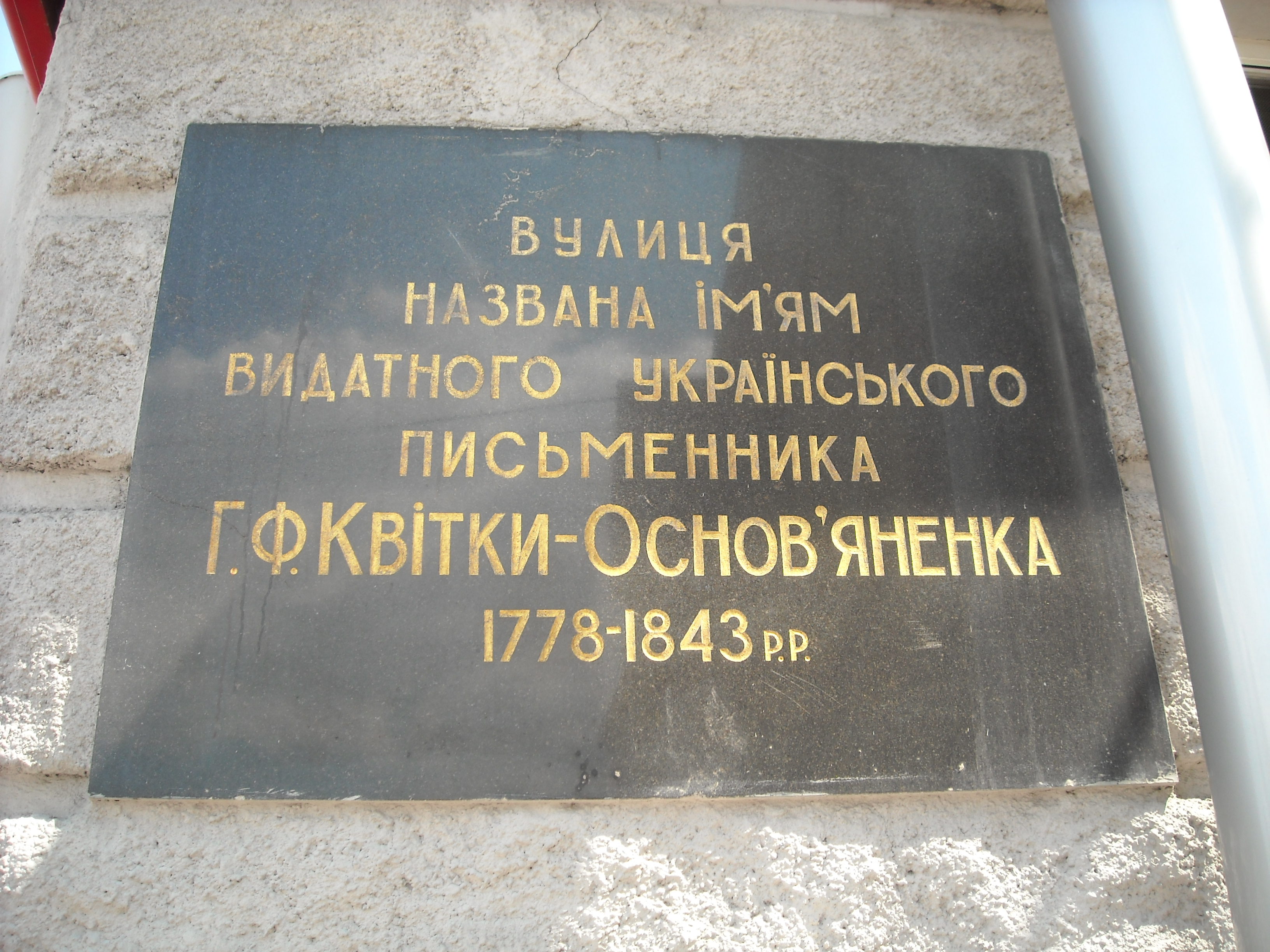
Памятная доска на улице Квитки-Основьяненко в Харькове

Улица названа в честь известного украинского писателя и драматурга Григория Фёдоровича Квитки, который родился в 1778 году в селе Основа под Харьковом и почти всю свою жизнь провёл в этом городе (Основьяненко — его творческий псевдоним). Появление улицы относят к 30-м годам XIX века. Тогда это был переулок, который назывался Горяиновским, поскольку здесь жил купец Горяинов.
Ранее улица носила следующие названия:
- Горяиновский переулок;
- переулок Драгоманова до 20 сентября 1936 года;
- переулок Гамарника до 22 июня 1937 года;
- улица Баумана до 26 сентября 1937 года;
- Уфимский переулок до 14 июня 1978 года[2].

## Расположение улицы
Находится в центре города, возле станций метро «Исторический музей» и «Площадь Конституции». Проходит параллельно Подольскому переулку. Длина улицы Квитки-Основьяненко — около 350 метров.

## Здания и достопримечательности
- № 4/6 — Харьковский колледж строительства, архитектуры и дизайна[3];
- № 5 — выход пассажа «Детский мир»;
- № 7 — Департамент градостроительства, архитектуры и земельных отношений;
- № 9 — бывший дом мещанина А. Штейфона (начало XX века), ныне — Дом дизайнеров. Памятник архитектуры, охран. № 578 (арх. вероятно Б. Н. Корнеенко);
- № 11 — бывшие торговые помещения купцов Горяиновых. Памятник архитектуры, охран. № 404 (архитектор С. Г. Чернышов, 1824);
- № 12 — бывшие торговые помещения и склады А. В. Горяиновой. Памятник архитектуры, охран. № 403 (архитектор С. Г. Чернышов, 1824), ныне — ресторан «Шарикоff»;
- № 13 — Дворец труда;
- № 14 — в 2008 году перед началом строительства офисного центра археологи провели раскопки. Были найдены остатки жилых зданий и предметы XVII века, а ниже — XIII—XIV веков[4][5].

В 1994 году на улице установлен памятник писателю Г. Ф. Квитке-Основьяненко, созданный скульптором Семёном Якубовичем и архитектором Юрием Шкодовским.

## Галерея

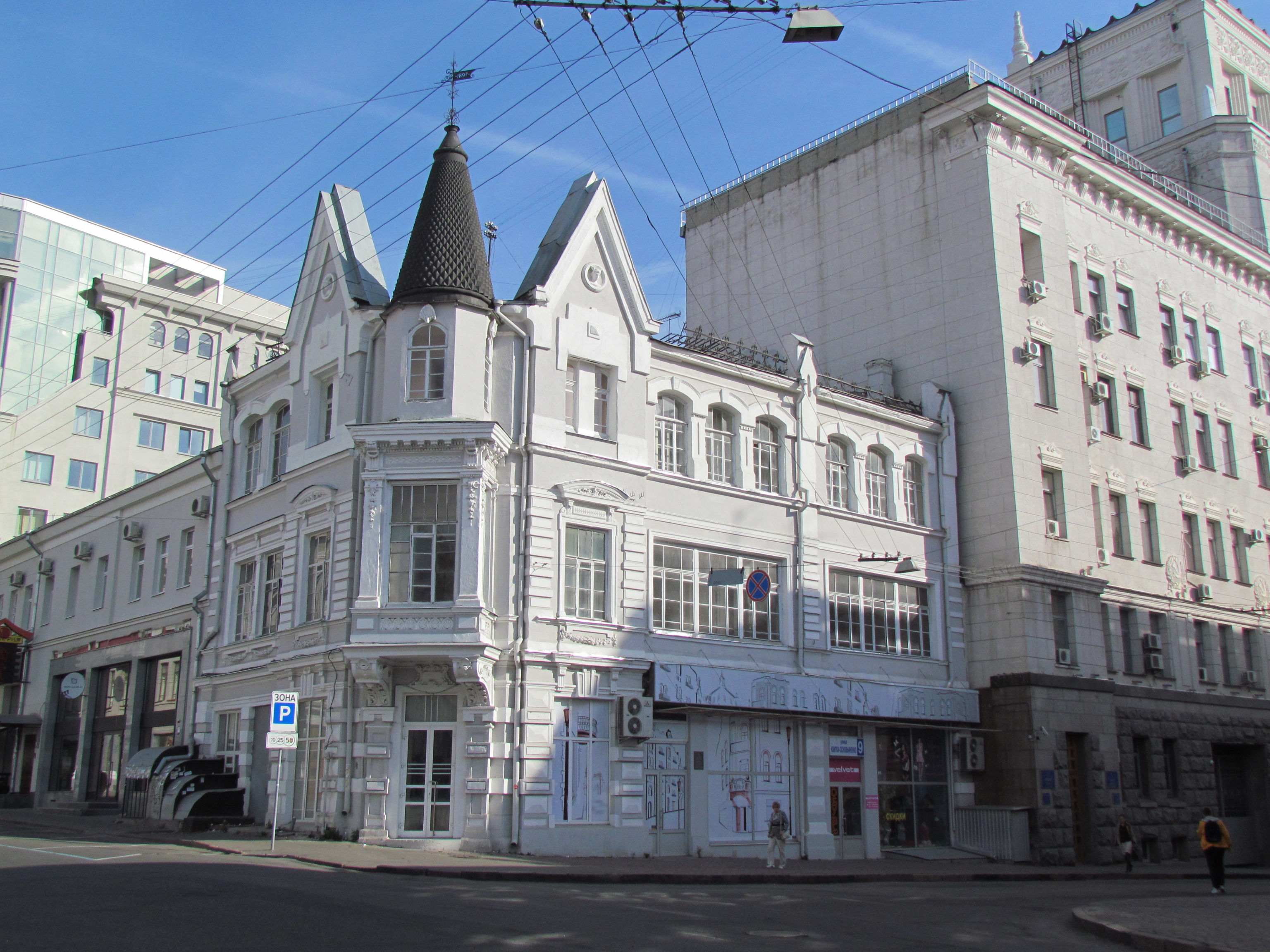
ул. Квитки-Основьяненко, 9
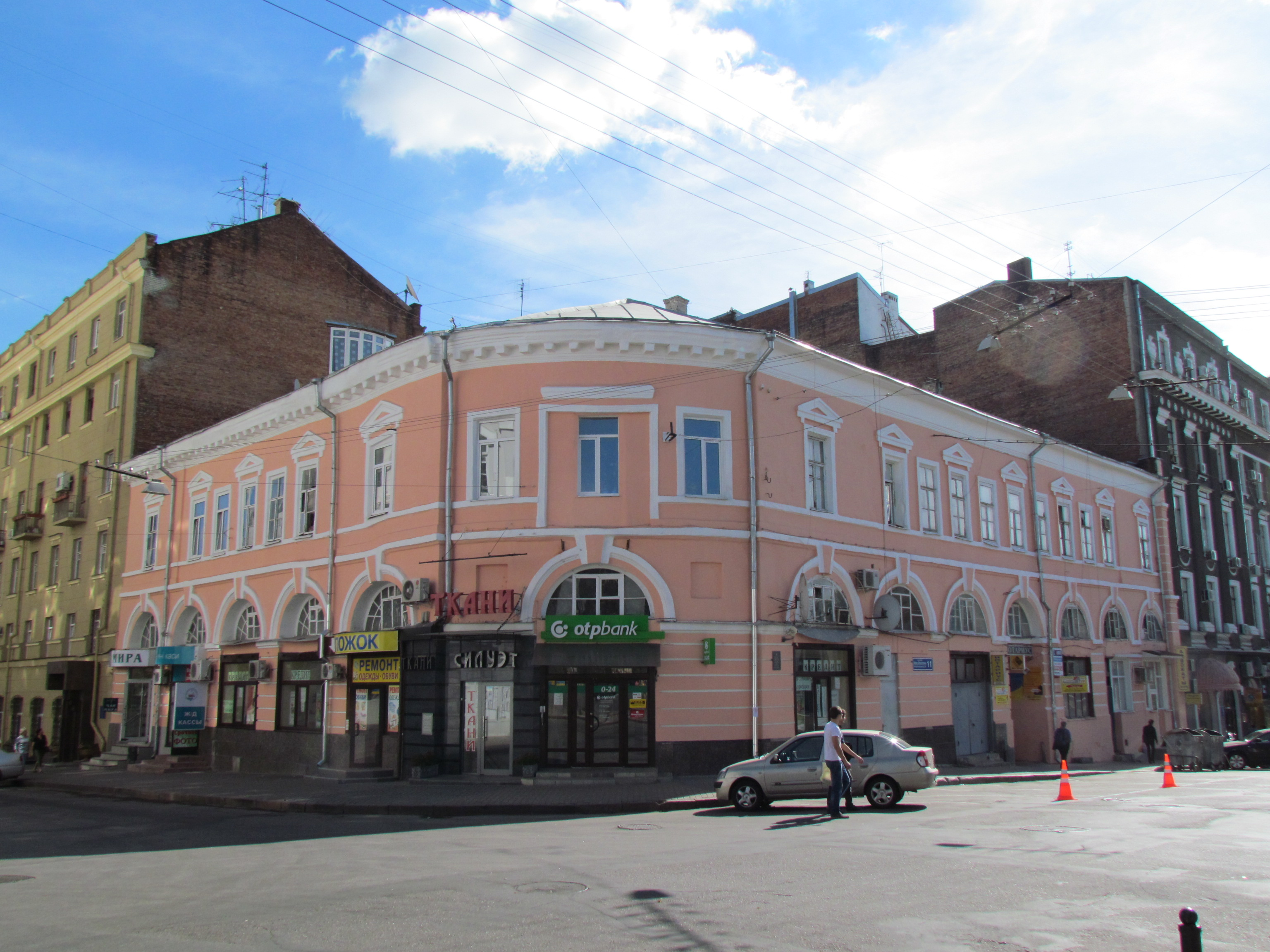
ул. Квитки-Основьяненко, 11
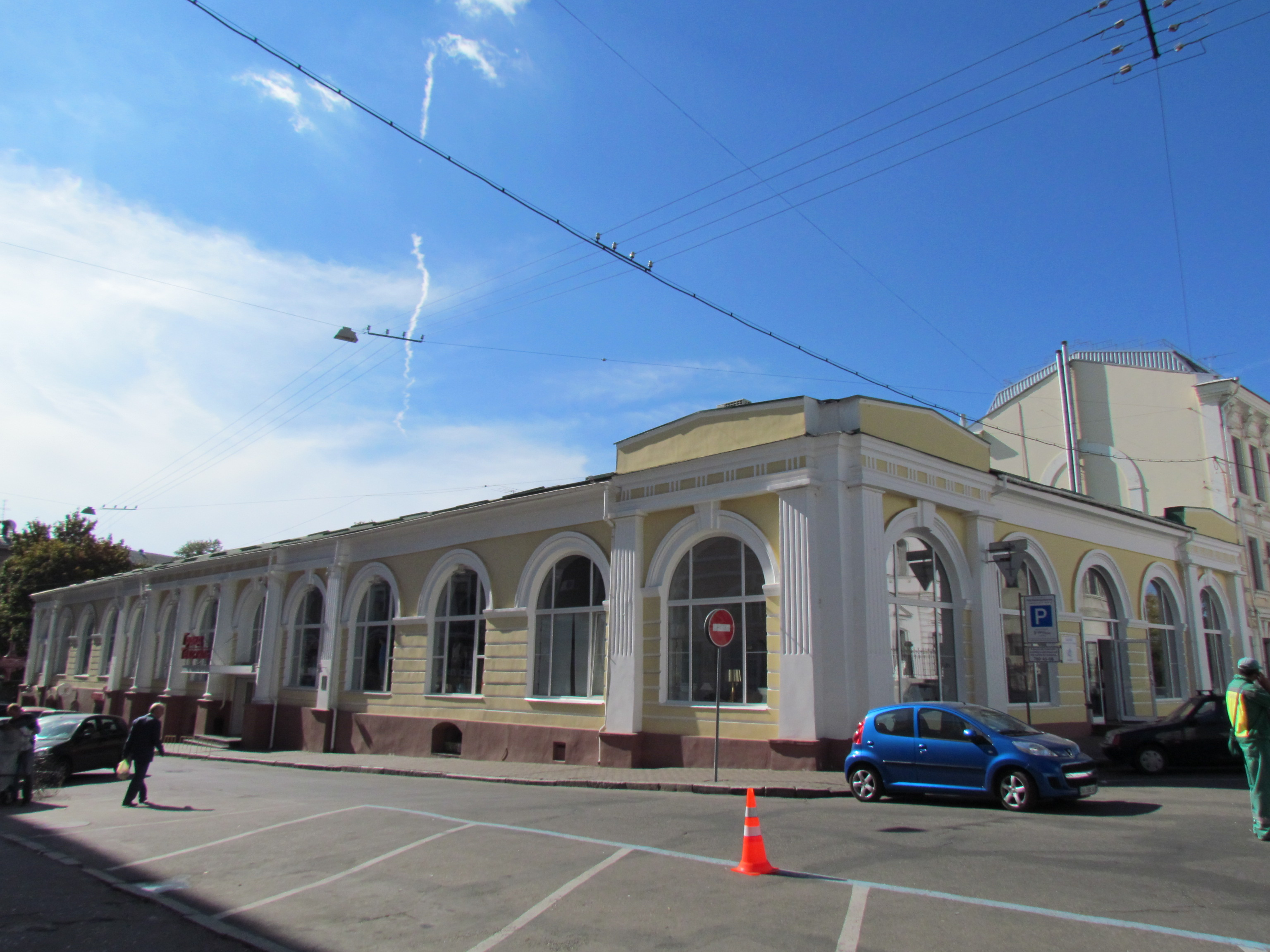
ул. Квитки-Основьяненко, 12